# Jure Meglič
Jure Meglič (también conocido como Jure Meqliç; Kranj, 18 de octubre de 1984) es un deportista esloveno que compitió en piragüismo en la modalidad de eslalon. Al final de su carrera compitió bajo la bandera de Azerbaiyán.
Ganó una medalla de bronce en el Campeonato Mundial de Piragüismo en Eslalon de 2010 y cinco medallas en el Campeonato Europeo de Piragüismo en Eslalon entre los años 2006 y 2011.

## Palmarés internacional
| Representando a Eslovenia |                                  |                   |                |
| Campeonato Mundial        |                                  |                   |                |
| Año                       | Lugar                            | Medalla           | Competición    |
| 2010                      | Liubliana (Eslovenia)            | Medalla de bronce | K1 individual  |
| Campeonato Europeo        |                                  |                   |                |
| Año                       | Lugar                            | Medalla           | Competición    |
| 2006                      | L'Argentière-la-Bessée (Francia) | Medalla de oro    | K1 por equipos |
| 2007                      | Liptovský Mikuláš (Eslovaquia)   | Medalla de oro    | K1 por equipos |
| 2010                      | Bratislava (Eslovaquia)          | Medalla de plata  | K1 individual  |
| 2010                      | Bratislava (Eslovaquia)          | Medalla de bronce | K1 por equipos |
| 2011                      | Seo de Urgel (España)            | Medalla de oro    | K1 por equipos |